# Traditori
Traditori (lat. traditores - doslovno "izdajnici") je izraz kojim se u doba ranog kršćanstva označavalo pripadnike Crkve koji su, u nastojanju kako bi izbjegli smrt, zatvaranje i druge neugodnosti u vrijeme progona od rimskih vlasti, tim istim vlastima predavali svete knjige i druge relikvije i/li potkazivali druge kršćane. Izraz se koristio prije svega u kontekstu Dioklecijanovih progona kršćana početkom 4. stoljeća, odnosno Milanskog edikta 313. godine nakon koga su progoni prestali, a pripadnici i vodstvo sada legalne Crkve suočilo s pitanjem kako se postaviti prema traditorima prilikom njihovih pokušaja da se vrate u njihovo okrilje. Među njima su se pojaviala dva stava; prema prvom je takvo ponašanje, usmjereno prije svega nastojanjem da se sačuva vlastiti i život vlastitih obitelji, bilo opravdano, a još više kada bi traditori pri tome koristili trikove te davali lažne, ili što se još više cijenilo, heretičke spise. Drugi stav, čiji je glavni pobornik bio kartaški biskup Donat Veliki je takvo ponašanje smatrao nedostojnim pravih kršćana. Iako su Donatovi stavovi osuđeni na Saboru u Arlesu 314. godine, njegove pristaše, koji su kasnije postali poznati kao donatisti, su se u Sjevernoj Africi održali do kraja 4. stoljeća.

## Poveznice
- Donatisti
- Rano kršćanstvo